# Phil Guy
Phil Guy, (Lettsworth, 1940. április 28. – Chicago Heights, 2008. augusztus 20.) bluesgitáros, dalszerző. Buddy Guy bluesgitáros öccse volt. Phil és Buddy gyakran dolgozott együtt, gitáros-énekes előadásokkal is közreműködtek egymás számos albumán.

## Pályafutása
Guy Lettsworthben, Louisianában született. Tíz évig játszott a szájharmonikás Raful Neallel Baton Rouge környékén. 1969-ben Chicago-ba költözött, ahol bátyjához csatlakozott, amikor bátyja a bluesgitár megújítójaként vált ismertté. A testvérek az 1970-es években együttműködtek Junior Wellsszel. Guy az 1980-as és 1990-es években számos albumot rögzített, amelyek a soul és a funk felé mutattak.
A hippi korszakban Guy szerepelt a „Festival Express” című filmben, amelyben 1970-ben a Grateful Dead-del és Janis Joplin-nal vonaton turnézik Kanadában.
Guy 1979-ben Maurice John Vaughnnal dolgozott. Ekkor vált nevezetes blueszenésszé. Guy 2008. augusztus 20-án halt meg prosztatarákban, mindössze néhány hónappal a betegség diagnosztizálása után.

## Albumok
- The Red Hot Blues of Phil Guy (1982)
- Bad Luck Boy (1983)
- It's a Real Mutha Fucka (1985)
- Tina Nu (1989)
- Tough Guy (1989)
- Born to Get Down (1989)
- All Star Chicago Blues Session (1994)
- Breaking Out on Top (1995)
- Another Guy (1997)
- Chicago's Hottest Guitars, with Lurrie Bell (1998)
- Say What You Mean (2000)
- He's My Blues Brother, with Buddy Guy (2006)

## Fordítás
Ez a szócikk részben vagy egészben  a   Phil Guy című angol Wikipédia-szócikk ezen változatának fordításán alapul.  Az eredeti cikk szerkesztőit annak laptörténete sorolja fel. Ez a jelzés csupán a megfogalmazás eredetét és a szerzői jogokat jelzi, nem szolgál a cikkben szereplő információk forrásmegjelöléseként.